# Municipio de Génova Costa Cuca
Municipio de Génova Costa Cuca är en kommun i Guatemala.   Den ligger i departementet Departamento de Quetzaltenango, i den sydvästra delen av landet, 140 km väster om huvudstaden Guatemala City.